# Louslitges (volcán)
Louslitges o Haouré es un cono de cenizas de la región de Mediodía-Pirineos, en Francia. Se sitúa en la comuna de Louslitges. Esta en la cordillera de los Pirineos, en la Provincia magmática del Atlántico Central. Su cráter es bastante apreciable y totalmente redondo. Sus coordenadas son:  43.607591°   0.159748°